# 紫狸藻
紫狸藻（學名：Utricularia purpurea），又称东部紫狸藻，为狸藻屬中型浮水生食虫植物。其种加词“purpurea”来源于拉丁文“purpureus”，意为“紫色”，指其植株为紫色。紫狸藻为北美洲和中美洲的特有种。紫狸藻被认为已丧失了部分食虫性。珍妮弗·H·理查兹（Jennifer H. Richards）论述道，紫狸藻仍可以其捕虫囊捕获和消化脊椎动物，但较为少见。取而代之的是，其捕虫囊内充满了藻类、浮游动物及杂物，紫狸藻趋向以互利互惠的关系取代其捕食关系。

## 外部連結
- 食虫植物照片搜寻引擎中紫狸藻的照片 （页面存档备份，存于）

 维基共享资源上的相關多媒體資源：紫狸藻
 維基物種上的相關：紫狸藻